# Paroisse et fabrique de La Neuveville-sous-Châtenois

## Les Curés
| Période                                                           | Identité                 | Notes |  |
| ----------------------------------------------------------------- | ------------------------ | --- |  |
| 1490-1515                                                         | Nicolas Cullart          | |  |
| 1515-1520                                                         | Dominique Fabri          | |  |
| 1520-1565                                                         | Didier Cabley            | |  |
| 1606-1652                                                         | Philippe Roy             | |  |
| 1652-1666                                                         | Philippe Philippe        | |  |
| 1667                                                              | Christophe Rémy          | Il est pourtant signalé curé, en 1668, sur le rôle des contribuables (exempté en fonction de sa charge)                                         |  |
| 1667-1676                                                         | Gengoulph Henry          | |  |
| 1676-1688                                                         | Jacques Apparu           | |  |
| 1689-1703                                                         | Cl. Contal               | |  |
| 1704-1706                                                         | Ch. Blin                 | |  |
| 1707-1722                                                         | Fr. Masselin             | |  |
| 1723-1727                                                         | Ch. André Latraye        | |  |
| 1727-1729                                                         | J. Pécheur               | |  |
| 1729-1772                                                         | François Simonin         | |  |
| 1772-1785                                                         | Cl. Christophe Ninot     | |  |
| 1785-1791                                                         | Ch. Léopold Rellot       | Ayant refusé de prêter serment schismatique, il fut remplacé.                                                                                   |  |
| 1791-1794                                                         | Nicolas Dieudonné Najean | prêtre assermenté Puis la paroisse reste sans curé jusqu'au rétablissement du culte en 1802.                                                    |  |
| 1802-1824                                                         | Ch. Léopold Rellot       | nommé pour la deuxième fois |  |
| 1826-1837                                                         | Nicolas Jaugeon          | |  |
| 1837-1849                                                         | J. B. Fr. Renard         | |  |
| 1849-1850                                                         | J. Nicolas Carré         | |  |
| 1850-1851                                                         | Eugène Creusat           | |  |
| 1851-1866                                                         | J. B. Grandjean          | |  |
| 1866-1883                                                         | J. Nicolas Leclère       | |  |
| 1883-1892                                                         | Ch. Aug. Robin           | |  |
| 1892-1898                                                         | Isidore Guyot            | |  |
| 1898-1902                                                         | Adolphe Jacquot          | |  |
| 1902-                                                             | Léon Albert Petitjean    | Auteur de la monographie du village, parue entre 1907 et 1911 dans le bulletin paroissial, et sur laquelle est très largement basé cet article. |  |
| Les données antérieures et/ou intermédiaires ne sont pas connues. |                          | |  |

## La Fabrique de l’Église
Le 12 décembre 1906, la loi de séparation des Églises et de l'État, votée l’année précédente, recevait son application. Les fabriques, chargées d’administrer les revenus des églises et de subvenir à leurs dépenses, étaient supprimées, leurs biens étaient placés sous séquestre en attendant la dévolution ou la confiscation (l’attribution de ces biens au bureau de bienfaisance parut au Journal officiel le 11 mai 1909).

### Avant la Révolution

#### Législation ancienne
Il ne faut pas confondre les revenus de la cure à cette époque du passé avec les revenus de l’église. Les premiers, dont le principal s’appelait le bouvrot, étaient administrés par le curé et destinés à son entretien comme celui de ses vicaires.
Quant aux biens de l’église, ils étaient confiés aux fabriciens, appelés aussi marguilliers ou châtelliers, élus à la pluralité des voix par l’assemblée générale des habitants et agréés par le sieur curé, président de la fabrique.
Chaque année, le trésorier devait rendre compte de sa gestion, soit à l’évêque à l’occasion de sa visite pastorale, soit à l’archidiacre, celui de Vittel pour La Neuveville, dans celle qu’il devait faire tous les ans aux paroisses de son archidiaconé. Si la visite canonique n’avait pas lieu, les comptes étaient soumis à un conseil de notables présidé par le curé, et le procès-verbal de la réunion était envoyé à Toul pour subir la vérification de l’évêque. Telle fut la règle primitive arrêtée entre le pouvoir spirituel et le pouvoir civil, et observée longtemps dans les paroisses de Lorraine.
Cet accord entre les deux pouvoirs ne devait pas durer. Le 12 janvier 1583, un édit de Charles III attribua l’apurement des comptes de fabrique à une commission composée du curé, du maire et des gens de justice de la localité, sans parler du contrôle de l’évêque.
Une ordonnance de Charles IV, du 20 janvier 1629, était conçue dans le même sens. Les évêques de Toul ne manquèrent pas de protester contre cette ingérence du pouvoir civil ; c’est ainsi que le 20 avril 1678, Jacques de Fieux publia une ordonnance synodale qui revendiquait pour l’administration diocésaine le monopole de tout ce qui concerne les fabriques.
Louis XIV fit droit à cette réclamation des évêques lorrains, après s'être emparé de la région. Son édit d’avril 1697 remettait les choses en l’état primitif. Mais quand, deux ans après, le traité de Ryswick confirma l’indépendance des duchés de Lorraine et de Bar, le nouveau duc Léopold Ier de Lorraine  reprit toutes les prétentions de ses prédécesseurs.
Le duc Stanislas Leszczynski, ensuite,mit enfin un terme à ces difficultés : le 13 mai 1737, il publia une ordonnance qui reconnaissait les droits de l’évêque et rendait aux archidiacres le contrôle des comptes de fabrique.

#### Revenus et charges avant 1789
Le premier revenu de la fabrique consistait dans la location de ses terres. À La Neuveville, l’importance n’en fut jamais considérable. Tandis que le "bouvrot", ou bien de la cure, consistait en 63 jours de terres et 18 fauchées de prés ; c’est à peine si nous connaissions quelques parcelles de terrains appartenant d’une façon certaine à la fabrique, et encore à charge de fondations. Elle possédait trois chènevières au Clochère, la première donnée en 1622 par Catherine, veuve de Didier Raidatte, la deuxième en 1735 par Christophe Thirion, la troisième également en 1735 par Jeanne Mathouillot, plus une autre chènevière, dont j’ignore la situation, donnée en 1756 par Marguerite Gauthier.
Mais si la fabrique de La Neuveville possédait par elle-même peu de terres, elle percevait d’autre part de nombreuses redevances établies par contrat sur divers immeubles. À la fin du XVIIIe siècle, il y avait environ : 
- 3 vignes ;
- 6 jardins ;
- 4 champs ;
- 15 chènevières ;
- 16 près ;
- 4 maisons hypothéquées, grevées d’une rente annuelle, très légère assurément en faveur la fabrique.

Quelquefois cette redevance était en nature, par exemple, un imal[Quoi ?]  de chènevis pour la lampe du Saint-Sacrement, deux livres de cire pour l’église, du vin « pour laver l’autel le jour du Jeudi saint et les communiants le jour de Pâques », comme il est dit au chapitre des fondations.
La fabrique possédait aussi plusieurs créances, évaluable, pour le même temps, c’est-à-dire avant la Révolution, à la valeur de 1 000 francs en capital.
La location des places de bancs était aussi un revenu de fabrique. Il n’était pas toujours facile à percevoir, surtout quand les paroissiens avaient fait récemment les frais de bancs nouveaux. Ce fut le cas par exemple en 1738. L’abbé Simonin, curé de la paroisse, soumit la chose à l’évêque. Celui-ci rendit une ordonnance le 29 juillet et le conseil de la communauté décida le 19 décembre suivant pour terminer toutes les difficultés et suivant l’ordonnance épiscopale, que :
1) les places de bancs seraient distribuées par le sieur curé et le châtellier d’après le rôle des habitants sur le pied de la subvention à commencer par ceux dont les cotes sont les plus fortes ;
2) les hommes seraient en tête, les femmes et les veuves après ;
3) personne ne pourrait vendre, aliéner, ni disposer autrement de sa place ;
4) lorsqu’un paroissien quitterait la paroisse, sa place serait vendue au plus offrant ;
5) en cas de décès, les parents jusqu’au deuxième degré inclusivement  pourraient occuper la place du défunt en versant 20 sols à la fabrique dans la huitaine, sinon cette place serait louée ;
6) les places vacantes, après la distribution aux chefs de famille, seraient vendues au profit de la fabrique.
Ainsi la question était tranchée. Les places étaient données, mais plusieurs cas demeuraient cependant prévus dans lesquels la fabrique pourrait  percevoir un bénéfice. La distribution annoncée eut lieu le même jour par le curé François Simonin, et les châtelliers : Jean Philippe Colnot, François Adam et Nicolas Germain. Il en est ainsi des quêtes et les offrandes. Il est probable que les quêtes n’étaient pas fructueuses ; quant aux offrandes, il en est fait mention dans le registre de François Masselin, pour les années 1713 et suivantes. On remarque qu’on faisait souvent (ce qui existe encore maintenant (1907-1914) dans beaucoup de paroisses) une offrande de 10 ou 20 francs à la fabrique à l’occasion d’un décès. Parmi les offrandes, il en est une qui revenait régulièrement chaque dimanche « Chaque habitant de La Neuveville, dit le Pouillé de 1689, doit à la fabrique 7 sols  pour le cierge béni que l’on porte avec le pain le dimanche, comme il s’est toujours pratiqué. » On voit que l’usage de l’offrande actuelle (quarante centimes), à l’occasion du pain bénit est très ancien dans la paroisse.
Ajouter aux revenus des fabriques, ceux des Confréries. Toutes, du point de vue financier dépendaient de la fabrique, qui en touchait leurs revenus et faisait acquitter leurs charges :
- Confrérie de la Nativité, de l’Immaculée Conception, de Saint-Joseph et de Saint-Nicolas. La statue était ??? plus offrant, de là un revenu de 5 à ??? que la fabrique percevait sans avoir aucune charge, sinon quelques bougies au jour de la fête patronale.
- Confrérie du Scapulaire. Ne rapportant rien à la fabrique, celle-ci s’en plaignit et comme elle faisait une dépense assez considérable à la fête de Notre-Dame du Mont-Carmel, pour ce motif et d’autres encore, elle se réjouit de voir cette Confrérie supprimée en 1736.
- Confrérie des Âmes, ou "fabrique des Trépassés". Recevant de temps à autre des dons, surtout à l’occasion d’un décès, elle faisait acquitter des messes, mais sans qu’il soit question de fondations.
- Confrérie ou fabrique du Rosaire, qui était la plus importante. Par elle, la fabrique possédait en toute propriété des terres qu’elle louait comme siennes propres : le pré du moulin Deffait, un pré en la Maix Sybille, une chènevière au Cugnot Grimon.

Elle possédait aussi un capital de cent francs et une rente d’environ 10 francs. En retour, elle devait acquitter des charges.
Il est possible que la fabrique de La Neuveville, du moins pendant un certain temps, ait tiré profit de la vente du sable dans les terrains communaux. Nous lisons en effet sur les comptes que rend  Joseph  Aubry de son administration comme syndic pour l’année 1780 : « Remontre le comptable qu’ayant été persuadé que le produit du droit de vente du sable aux étrangers appartenait à la fabrique, il n’en a rien perçu. »
Après cette énumération des revenus de la fabrique de La Neuveville, on s’imaginerait qu’ils s’élevaient à une somme considérable, il n’en est rien. Les redevances étaient très légères, et nous savons qu’en 1736, le revenu de la fabrique n’est au total que de 10 écus, soit 200 francs. Dans ces conditions, les revenus étaient facilement absorbés par les charges. Nous dirons plus loin en quoi elles consistaient.
Les revenus de la fabrique étaient employés avant tout à l'‘acquit des fondations. Or à La Neuveville, tous les dons fait par contrat stipulmaient des charges correspondantes. Le surplus, quand il s’en trouvait, était affecté à la réparation, à la décoration et à l’assemblement de l’Église et de la sacristie. En principe l’entretien de l’édifice sacrée incombait à la fabrique et aux décimateurs : mais surtout après les malheurs du XVIIe siècle, les réparations étaient urgentes et considérables, et les fabriques étaient incapables d’y pourvoir. Les évêques furent obligés de répartir la dépense entre tous les intéressés. Dans notre diocèse, une ordonnance synodale mit le chœur à la charge du curé, du moins quand il  avait le tiers des grosses dîmes, la nef au compte des décimateurs, la tour et la sacristie à la charge des habitants.
De leur côté, les fabriques demeuraient chargées de la fourniture des ornements, du linge, des vases sacrés, du pain et du vin pour le Saint Sacrifice ; mais la plupart d’entre elles ne pouvaient même pas suffire à la dépense. Tantôt l’autorité y affectait une portion de la dîme, tantôt les habitants y pourvoyait en consacrant une partie des revenus communaux ou en s’imposant une contribution qu’on appelait le sou de paroisse. À La Neuveville, « les paroissiens n’ont aucune  connaissance à la charge de qui cela est, parce qu’il n’y a ni mémoire, ni titre pour en certifier. »
Néanmoins, la fabrique fait ce qu’elle peut : dans les quelques pages où sont inscrits les comptes de François MASSELIN pour 1713 et les années suivantes, nous le voyons faire avec son fabricien, Jean Philippe COLNOT de nombreuses dépenses pour ornements, chasubles, aubes, linge d’église, et même une armoire. Ils ont l’air de monter à neuf une sacristie nouvelle ; la nôtre serait elle de cette époque ? C’est possible. Quant au vin de messe, nous savons que la communauté en prend la charge moyennant 10 francs qu’elle versera chaque année au sieur Curé, à la suite de l’accord du 1er janvier 1736 ; elle le verse encore en 1793.
À cette époque de foi, tout le monde comprenait la nécessité de subvenir aux frais du culte. Tous, particuliers et  communauté, y mettaient de bonne volonté et venaient en aide à la fabrique de l’Église. Cela ne veut pas dire qu’il n’y ait jamais eu de difficultés. En voici une au sujet de la fabrique.
Le 21 mars 1755, les syndic, maire et habitants de La Neuveville, exposent à M. l’Intendant de Lorraine et de Bar que chaque année, au 1er janvier, ils nomment un marguillier pour décorer l’Église et lever les deniers qui appartiennent à la fabrique, et cela sous rétribution. François Simonin, curé, a toujours voulu charger le même fabricien de lever les deniers à lui appartenant, moyennant 50 sols, et ceux de « son maître d’école » moyennant 12 sols. Comme cette méthode occupe très longuement le fabricien et impose une charge à la communauté, celle-ci demande que le fabricien ne lève plus que les deniers de la fabrique. Cette requête fut présentée au curé, le 2 avril par Étienne Bastien, sergent de police de La Neuveville ; le curé déclara qu’il n’avait rien à répondre, qu’il avait d’ailleurs écrit à ce sujet au subdélégué de Neufchâteau. La sentence ne se fit pas attendre ; elle est datée de Commercy, le 17 juin 1755 : « Vu la présente requête, la réponse du Curé et l’avis du sieur Sallet, subdélégué, déclarons les suppliants mal fondés dans leur demande. » De Galaisières.
En réalité, cette plainte était tout à fait futile. Elle ne fut pas renouvelée, car les registres parle en 1770, « de Georges Kiblaire, fabricien en charge, « élu en cette qualité par la communauté, accepté par le sieur Curé pour lever annuellement les deniers dus à la fabrique, au sieur Curé et au maître d’école, pour en rendre un compte fidèle à la Saint Martin. »

### Après la Révolution

#### Législation
À la suite du Concordat de 1802qui par l’article 76 rétablissait « des Fabriques, pour veiller à l’entretien et à la conservation des temples, à l’administration des aumônes », le décret du 7 thermidor an IX (26 juillet 1803) décida de « rendre à leur destination les biens des Fabriques non aliénés ».
Ainsi furent rendues à La Neuveville, deux créances, l’une sur François d’Habit portant 23 fr. 23 de rente pour les messes fondées par Henry Sautre et Marguerite Mairel, l’autre sur Dominique Chermiset portant 2 fr. 30 de rente pour la fondation de Jean Collin et Catherine Cabley : de même la redevance annuelle établie par les Piquot d’un imal de chènevi pour la lampe du Saint sacrement.
Une des premières pensées de Mgr d’Osmont, évêque de Nancy, fut de réorganiser les Fabriques de son diocèse dont nous faisait partie celle de La Neuveville. Il fait approuver un décret épiscopal à ce sujet, le 19 juillet 1803, et le publia le 18 décembre suivant. En conséquence, l’abbé Rellot réunit le nouveau  conseil de fabrique pour dresser l’acte de sa formation, le 22 janvier 1804. Il comprenait cinq membres : le curé membre de droit et président, les deux membres par lui nommés : Claude Christophe Ninot, ancien curé, et Gabriel Lhote, ancien fabricien ; de plus Claude Mathieu et André Voiry, présentés par le conseil municipal. Le conseil de fabrique nomma à l’instant l’abbé Ninot pour remplir les fonctions de secrétaire et de trésorier et pour faire sans retard l’inventaire du mobilier de l’église ; il établit aussi le compte des deniers perçus jusque-là. Le conseil de fabrique ainsi formé ne fut pas de longue durée.
En effet, le 30 décembre 1809, Napoléon Ier  publiait un décret important qui réorganisait les fabriques : c’est sous ce régime qu’elles ont vécu près d’un siècle.
L’article 1er dudit décret indique le but des fabriques : « Elles sont chargées de veiller à l’entretien et à la conservation des temples, d'administrer les aumônes et les bien, et généralement tous les fonds qui sont affectés à l’exercice du culte, afin d’assurer cet exercice et le maintien de sa dignité en réglant les dépenses qui sont nécessaires. »
Les articles suivants indiquent la composition des fabriques : « Chaque fabrique comprendra un Conseil et un Bureau. Dans les paroisses en dessous de cinq mille âmes, le Conseil sera composé de cinq membres catholiques notables et domiciliés dans la paroisse, auxquels il faut ajouter deux membres de droits : le curé et le maire.